# Меч Колесова
Меч Колесова, или Сажальный меч Колесова — ручной инструмент, узкая стальная лопата для посадки сеянцев и саженцев лесных культур. Широко применяется в лесокультурной практике России, Украины, Белоруссии и других стран Восточной Европы.
Лесопосадочная лопата была изобретена в 1883 году Александром Александровичем Колесовым, директором Харьковского земледельческого училища. При училище существовал лесной питомник, и для удобства насаждения его молодыми деревцами Колесов изобрёл ЛПЛ-5,5. Попытки найти простое и удобное орудие для посадки сосновых саженцев не раз заканчивались неудачами. Первая лопата (меч Колесова) весила всего около 2 кг, размером была вдвое меньше, чем ЛПЛ-5,5, и срок службы её продлился всего год.
Срок эксплуатации сегодняшнего варианта меча Колесова составляет около десятка лет. Так агроном методом проб и ошибок, испробовав и переделав десятки лопат для насаждения все-таки нашёл единственный вариант формы, веса и размеров, который смог облегчить и ускорить процесс посадки саженцев сосны.

## Использование
Работа начинается с того, что мечник вгоняет лопату в грунт на всю высоту штыка. Затем раскачивает меч вперед и назад, формируя таким образом лунку для саженца, и очень осторожно вынимает из грунта лопату, так, чтобы не повредить подготовленную ямку. Следующим этапом посадки является погружение сажальщиком корня готового саженца в лунку. Сажальщику необходимо следить за тем, чтобы корень ни в коем случае не перекрутился, не запутался и не согнулся в ямке. Саженец должен располагаться так, чтобы шейка корня была на уровне верха лунки. Сажальщик, расположив деревце, бросает несколько горстей грунта в ямку и дальше придерживает саженец. Тем временем мечник на расстоянии до 10 см от лунки снова погружает меч Колесова в грунт и, немного подтягивая ручку лопаты на себя, уплотняет низ лунки, закрепляя, таким образом, нижнюю часть корня. А для закрепления верхней части – отталкивает ручку от себя. 